# Tanaecia virescens
Tanaecia virescens är en fjärilsart som beskrevs av Hans Fruhstorfer 1913. Tanaecia virescens ingår i släktet Tanaecia och familjen praktfjärilar. Inga underarter finns listade i Catalogue of Life.